# 中和線
中和線，又稱南勢角線，為臺北捷運營運中的路線，屬於高運量系統，為中和新蘆線的臺北市羅斯福路古亭站到南勢角站，全長5.4公里，共設5站，與同為中和新蘆線的新莊線、蘆洲線直通行駛。

## 概要

### 選線
中和線版於1975年開始規劃。一如其他臺北捷運路線，早期曾有多個比較案。臺北市政府捷運工程局成立後，重新評估此路線，認為拆遷過多，遂調整路線，古亭以南繞過市區大樓。另外，考量站距文化路口及中正路口折衷設置頂溪站，景新街口取消設站，末端因與環狀線重疊，故終點改設於臺鐵中和車站。

### 通車後

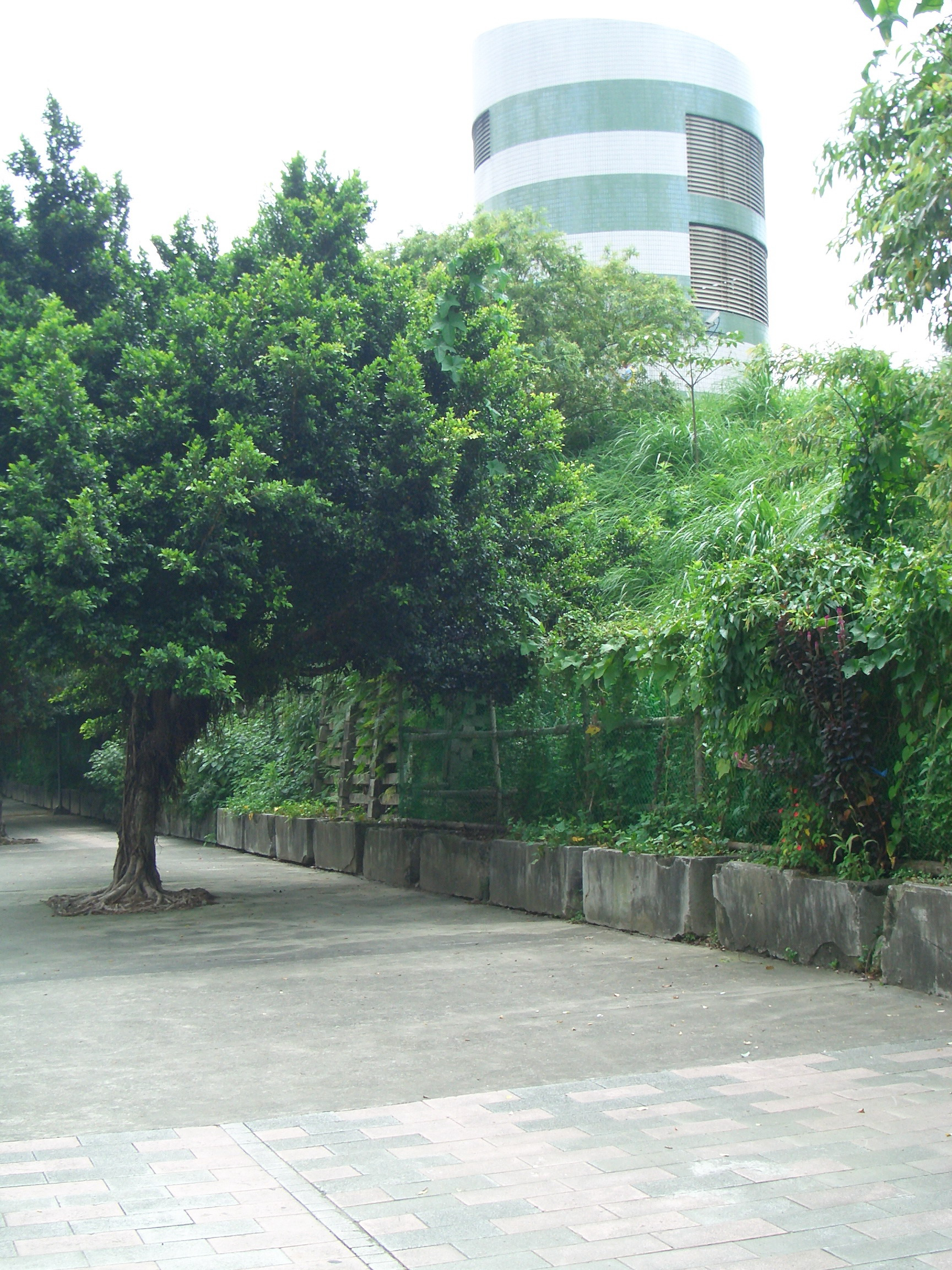
中和線古亭站－頂溪站段河底隧道通風口（位於客家文化主題公園）

本線於1998年通車時，曾與淡水線及新店線的部分路段（中正紀念堂－古亭）直通營運（在新店線全線通車前採「淡水－南勢角」方式營運，而在新店線全線通車後改為「北投－南勢角」的路線配置）；自2012年9月東門站通車後，蘆洲線、新莊線與中和線銜接直通營運至今，由南勢角發車，往迴龍、蘆洲交替運行。在先前新蘆線先行通車期間，由於新蘆線與中和線標色同為橘色，成為首宗路線同色、營運區間卻兩兩不相連的案例。在東門站通車前，因本線與新店線直通淡水線營運，故常將本線與淡水線及新店線合併簡稱為淡新中線。
中和線是台北捷運施工難度較高的路線。由於其在中永和段行經之處均為道路狹窄、高樓擁擠、人口密集的路段，又必須跨越河川下方，在台北市部分路段下方又有沼氣，也導致該線成為各線中平均每公里（約62.49億元）造價最高的路線。
中和線頂溪至南勢角間4站，早期在列車即將離站前的警示音為一小段柔和的音樂，*此乃來自東京地下鐵南北線的發車音樂，與其他路線車站的制式「嗶嗶嗶」警示音不同。自2015年5月25日起，因應臺北捷運聲音地景計畫，原本的發車音樂被取消，改為與其他車站相同的「嗶嗶嗶」警示音。
本線於東門站通車後開始採用列車入站廣播提示，2014年中增加往南勢角的廣播。

### 過去營運模式
- 「淡水－南勢角」列車：1998年透過新店線通車路段與淡水線直通的營運模式
- 「北投－南勢角」列車：1999年因新店線全線通車而調整的營運模式，直到2012年9月30日新莊線東門站通車及橘線全線貫通後為止。
- 「台北車站－南勢角」列車：這是「北投－南勢角」列車於晚上11時後的變更模式。
- 「輔大－南勢角」列車：2012年9月30日東門站通車後，中和線與新蘆線直通營運的其中一個模式。2013年6月29日，在新莊機廠尚未完工啟用的特殊調度之下通車至迴龍站。

## 歷史
- 1992年6月：中和線開工。
- 1998年12月24日：「古亭－南勢角」段正式通車啟用。（直通新店線「中正紀念堂－古亭」段及淡水線，列車行駛區間為「淡水－南勢角」）。
- 1999年11月11日：中和線列車因新店線「古亭－新店」段完工，改為只直通至淡水線北投站。
- 2012年9月29日：隨著東門站啟用，「北投－南勢角」發行區間最後列車，末班車301型001/002（北投往南勢角）和301型011/012（南勢角往北投）於9月29日晚上11點整分別從北投站及南勢角站發車後，「北投－南勢角」營運模式走入歷史。
- 2012年9月30日：中和線列車隨新莊線「忠孝新生－古亭」段通車，改為直通至輔大或蘆洲，「北投－南勢角」區間列車取消。
- 2013年6月29日：隨新莊線「迴龍－輔大」段通車，中和線列車可直通至迴龍。

## 列車運行方式
- 中和新蘆線列車目前共有「迴龍－南勢角」及「蘆洲－南勢角」兩種營運區間，自南勢角站發車行駛至大橋頭站後，分別往迴龍站（新莊、三重）及蘆洲站。其中新莊線「迴龍－輔大」段，是在新莊機廠尚未完工啟用的特殊調度之下先行通車，若一旦發生列車故障，原「迴龍－南勢角」營運模式會切換成「輔大－南勢角」，直到恢復為止。

## 營運時間與班距
- 營運時間：05:50～01:03
- 平均班距：
  - 平常日（週一至週五）
    - 尖峰時段（07:00～09:00，17:00～19:30）：約3分鐘。
    - 離峰時段：約4分30秒～5分鐘。
    - 23:00以後：約6分鐘。

  - 例假日（週六、週日及國定假日）
    - 06:00～23:00：約4分30秒～5分鐘。
    - 23:00以後：約6分鐘。[6]

## 車站
| 車站編號               | 車站名稱 | 車站名稱 | 交會路線   | 站體型式 | 所在地   | 所在地 |
| 車站編號               | 中文     | 英文     | 交會路線   | 站體型式 | 所在地   | 所在地 |
| ---------------------- | -------- | -------- | ---------- | -------- | -------- | ------ |
| 中和線                 |          |          |            |          |          |        |
| （上接新莊線、蘆洲線） |          |          |            |          |          |        |
| O05                    | 古亭     |          | 松山新店線 | 地下     | 臺 北 市 | 中正區 |
| O04                    | 頂溪     |          |            | 地下     | 新 北 市 | 永和區 |
| O03                    | 永安市場 |          |            | 地下     | 新 北 市 | 永和區 |
| O02                    | 景安     |          | 環狀線     | 地下     | 新 北 市 | 中和區 |
| O01                    | 南勢角   |          |            | 地下     | 新 北 市 | 中和區 |

## 紀念章
本線於2015年2月開始採用「車站專屬紀念章戳」，各站的紀念章如下：
- 頂溪站：

以楊三郎美術館、楊三郎先生銅像與豆漿燒餅油條為主題。
- 永安市場站：

以永安市場、八二三紀念公園與國立台灣圖書館為主題。
- 景安站：

以圓通寺與彌勒佛寶像為主題。
- 南勢角站：

以烘爐地、土地公像與華新街潑水節為主題。

## 外部連結
- 臺北大眾捷運股份有限公司（页面存档备份，存于）